# Chelsea Tavares
Chelsea Tavares, née le 22 septembre 1991 à Panorama City, Los Angeles, Californie, est une chanteuse et actrice américaine. Elle est connue pour le rôle de Jordan Randall dans Championnes à tout prix.

## Filmographie
- 2001 : The District (série télévisée) : Angie Dayton (créditée comme Chelsea Royce Tavares)
- 2003 : The Practice (série télévisée) : Virginia Carter
- 2007 : Crush on U : Natasia
- 2004-2007 : Allie Singer (série télévisée) : Cranberry St. Claire (36 épisodes)
- 2008 : Just Jordan: Behind the Scenes (court métrage)
- 2007-2008 : Jordan (série télévisée) : Autumn Williams (16 épisodes)
- 2009 : Kid Edition (téléfilm)
- 2010 : Zeke and Luther (série télévisée) : Bonita
- 2010 : CSI: Miami (série télévisée) : Tracy Newsom
- 2011 : The Middle (série télévisée) : Cheerleader (créditée comme Chelsea Royce Tavares)
- 2011 : Fright Night : Cara, l'amie d'Amy
- 2011-2012 : Ringer (série télévisée) : Andrea (3 épisodes)
- 2012 : Make It or Break It (série télévisée) : Jordan Randall (8 épisodes)
- 2013 : Tell Me, Tell Me (court métrage)
- 2013 : Oba Mage Jeevithe (court métrage) : Chloé
- 2013 : Amelia's 25th : l'actrice
- 2013 : Calvin and Freddie's Cosmic Encounters (série télévisée) : Victoria
- 2014 : Dance-Off : Simone
- 2015 : Bones (série télévisée) : Sabrina Clevenger (créditée comme Chelsea Royce Tavares)
- 2015 : Welcome to the Family (téléfilm) : Riley
- 2015 : If Not for His Grace : Jacqueline Randolph âgée
- 2015 : Fallout 4 (jeu vidéo) : Glory (voix)
- 2015 : A Royal Family Holiday (téléfilm) : Kelsey Royal
- 2015 : Royal Family Christmas (téléfilm) : Kelsey Royal
- 2015 : The Sound of Magic : Grace
- 2017 : Tycoon (série télévisée) : Natalie Boyle (9 épisodes)
- 2017 : Micah and Noel Share an Apartment: An Origin Story : Bria
- 2017 : Mystic Cosmic Patrol (série télévisée) : Emily
- 2017 : Chasing the Blues : Vanessa
- 2017 : Grown Folks (série télévisée) : Alisha Latifah Bronson
- 2017 : Lethal Weapon (série télévisée) : Crystal
- 2018 : Solace : Jasmine
- Depuis 2018 : All American (série télévisée) : Patience
- 2018 : Living the Dream (court métrage) : Lisa Colby
- 2019 : SMILF (série télévisée) : Bebe
- 2020 : The Last of Us Part II : Nora